# 卡拉希察河
45°51′23″N 18°50′58″E / 45.8564°N 18.8494°E

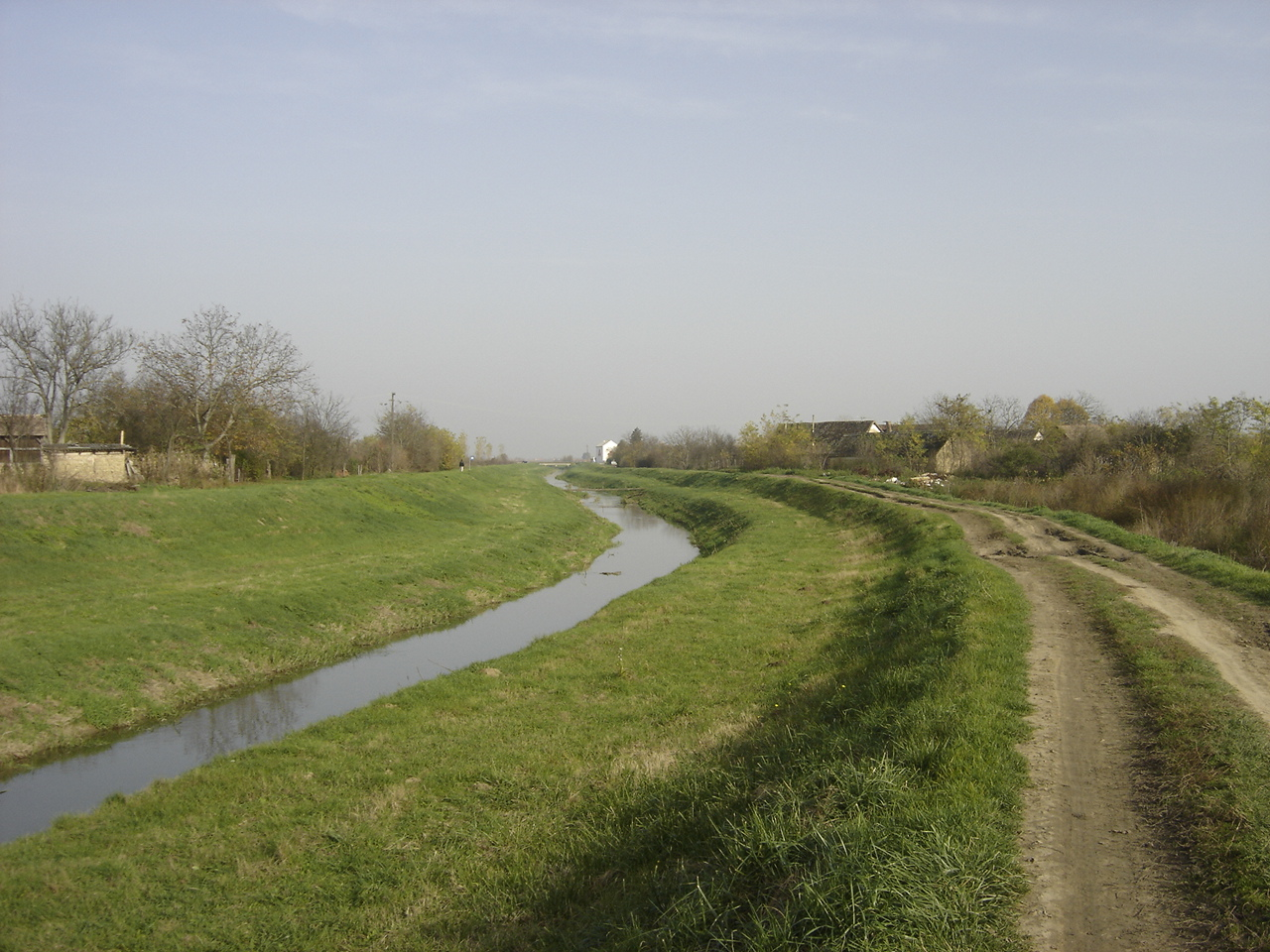

卡拉希察河是東歐的河流，流經匈牙利南部和克羅地亞東部，屬於多瑙河的支流，河道全長81公里，流域面積910平方公里，發源自艾爾德什邁奇凱附近。